# Tamara Lund

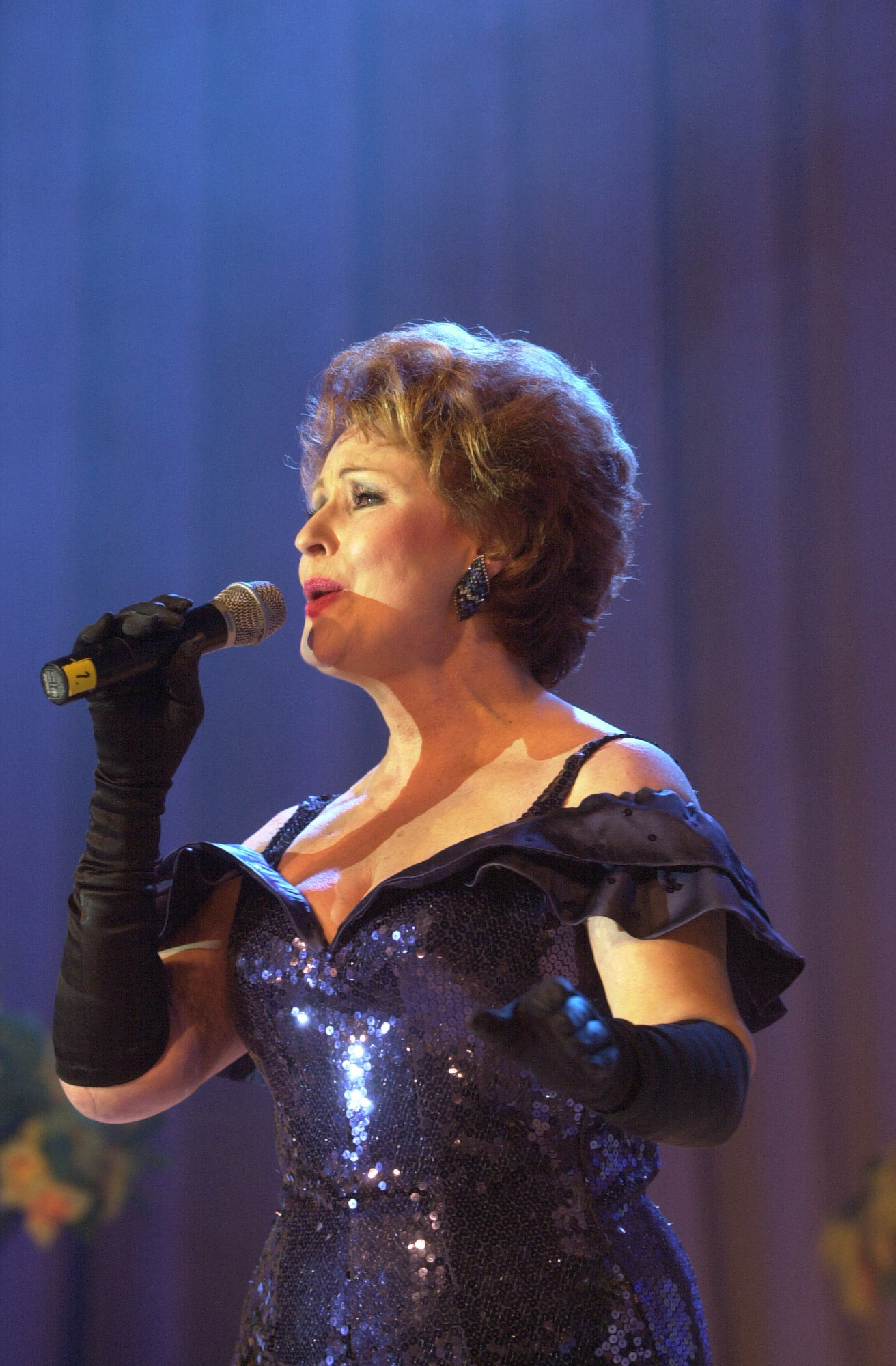
Tamara Lund bei einer Gala in Tampere. 2001.

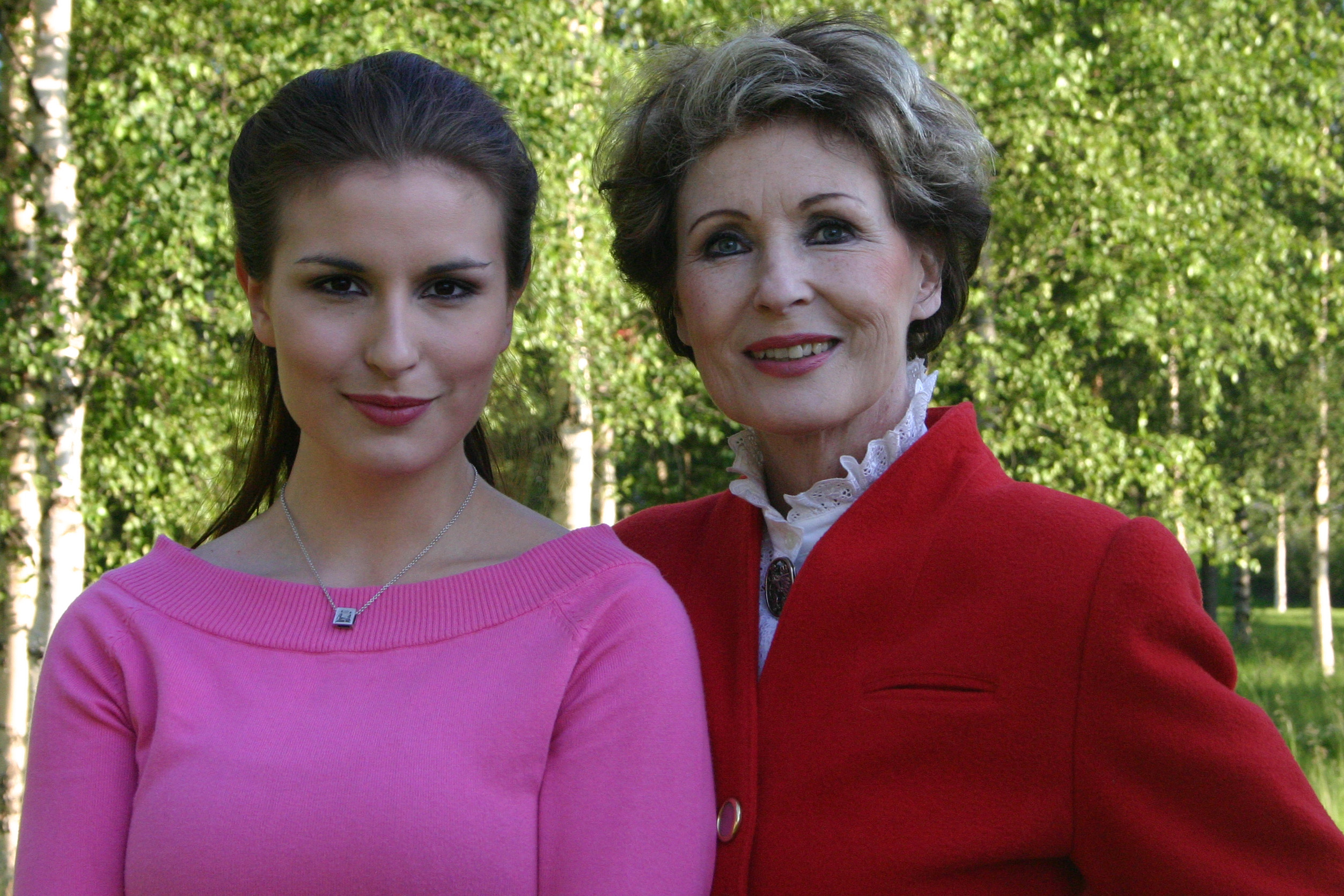
Maria Lund und Tamara Lund. 2004.

Tamara Lund (* 6. Januar 1941 in Turku, Finnland; † 21. Juli 2005 ebenda) war eine finnische Opernsängerin (Sopran) und Schauspielerin.

## Karriere
Tamara Lund wurde im Alter von 18 Jahren zum ersten Mal bekannt, als sie den Ponnahdus pinnalle-Gesangswettbewerb gewann. In den frühen 1960er Jahren nahm sie mehrere populäre Schlager auf, darunter ihren bekanntesten Song Lapin Tango. Lund veröffentlichte ihre ersten Singles im Jahr 1962, unter dem Pseudonym Ira Petri. Spätere Aufnahmen wie die Doppelsingle Tulethan jälleen/Renatta erschienen zunächst unter dem gleichen Pseudonym, als sich der Erfolg der Singles abzeichnete, dann unter ihrem richtigen Namen. Lund studierte in den 1960er Jahren an der Sibelius-Akademie, der einzigen Musikhochschule Finnlands. Sie war an verschiedenen Häusern in Europa beschäftigt, unter anderem war sie von 1967 bis 1974 Solistin an der Finnischen Nationaloper.
Von 1963 bis 1967 spielte Lund in Musicals im Stadttheater von Turku, unter anderem die Rolle der Maria in West Side Story. Seit 1967 sang Lund am Finnischen Nationaltheater Hauptrollen in Opern und Operetten wie Die lustige Witwe oder Carmen.
Sie gehörte von 1973 bis 1980 zum Ensemble des Staatstheaters am Gärtnerplatz, dabei sang sie die Rolle der Marianne in dem Musical „Casanova“ (1981), von Helmut Bez und Jürgen Degenhard. Außerdem spielte sie 1975 in der deutschsprachigen Film-Produktion Victoria und ihr Husar mit.
Die Sopranistin nahm Schallplatten in Deutschland und den Niederlanden auf. Sie war insbesondere für ihre Interpretationen spanischer Musik bekannt.

## Privatleben

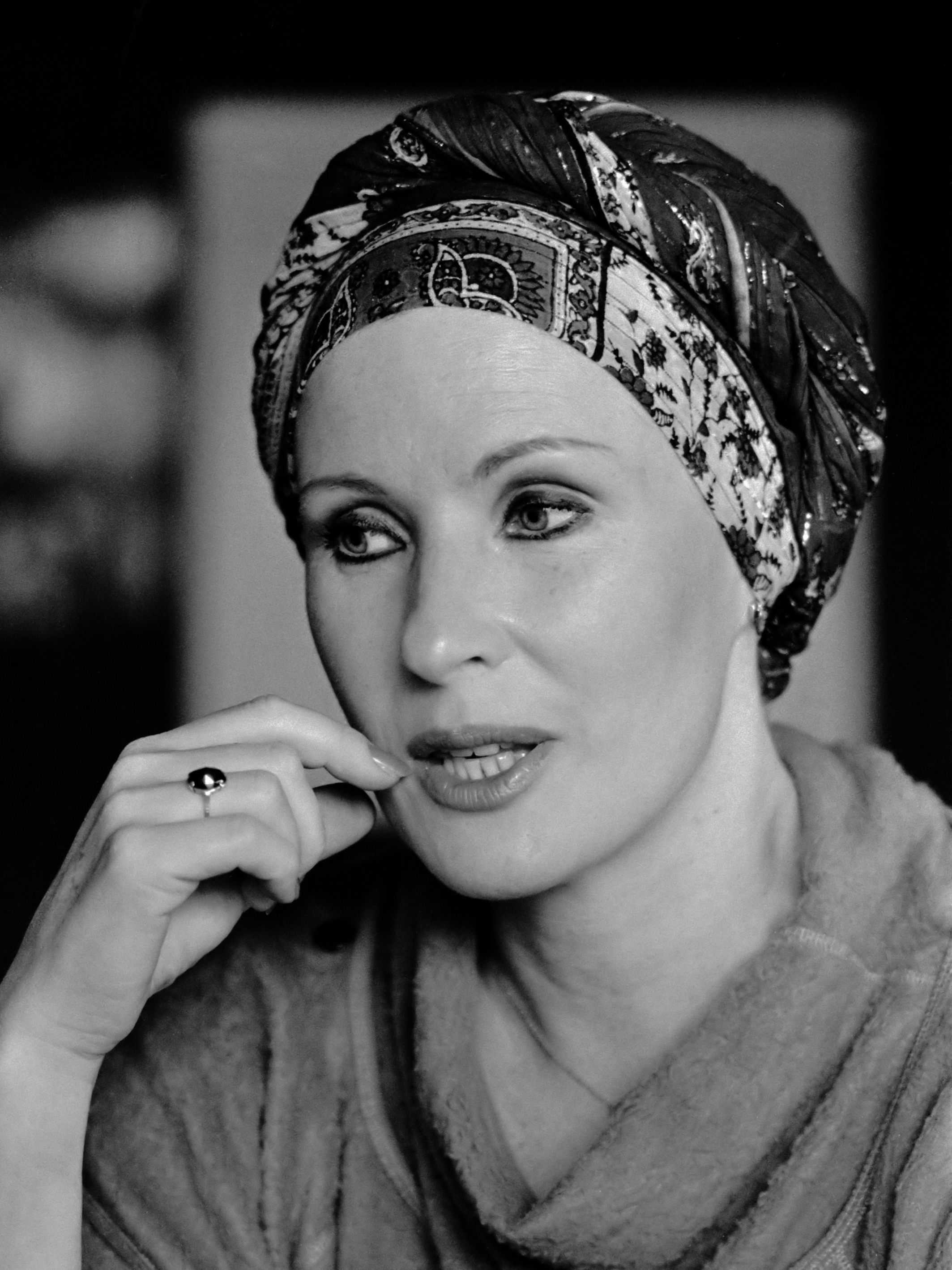
Tamara Lund (1983)

Bei einer ihrer ersten Filmaufnahmen in den frühen 1960er Jahren lernte Tamara Lund den finnischen Schauspieler Rami Sarmasto kennen und lieben. Das Paar nahm mehrere gemeinsame Singles auf, unter anderem das in Finnland sehr bekannte Liebeslied „Sinun omasi“ und das etwas weniger bekannte „Tyttö kaivolla“. Wenige Tage vor ihrer Hochzeit im Jahre 1965 starb Sarmasto jedoch bei einem Autounfall. Lund war durch diesen Schicksalsschlag so traumatisiert, dass sie fast zehn Jahre brauchte, bevor sie „Sinun omasi“ wieder auf einer Bühne singen konnte.
Kaum ein Jahr später heiratete sie den finnischen Sänger Aatos Tapala, 1968 kam der gemeinsame Sohn Tero zur Welt. Anfang der siebziger Jahre wanderte Tamara Lund dann nach Deutschland aus, ihr Ehemann blieb in Finnland.
Bereits 1974 lernte Tamara Lund bei ihrem Engagement in München den rumänischen Opernsänger Alexandru Ionitza (1948–2010) kennen, mit dem sie 1983 eine gemeinsame Tochter, Maria Lund, bekam. Erst zwei Jahre später folgte dann die offizielle Scheidung von Aatos Tapala.
Lund zog Mitte der achtziger Jahre nach Düsseldorf, wo Ionitza bis zu seinem Tod 2010 und die gemeinsame Tochter Maria bis zum Jahr 2004 lebten.
Nach ihrer Rückkehr nach Finnland im Jahr 2000 wurde Tamara Lund in den Stadtrat von Turku gewählt. Durch Steuerhinterziehungen und ungeklärte Schwarzgelder verloren Lund und ihr damaliger Ehemann damals fast die Hälfte ihres Vermögens, was Lund in ihrer Biographie deutlich dem damaligen Stadtratsvorsitzenden zur Last legt.
Drei Wochen nach der Hochzeit ihrer Tochter verstarb Tamara Lund am 21. Juli 2005 an den Folgen einer Magenkrebserkrankung.